# Établissement

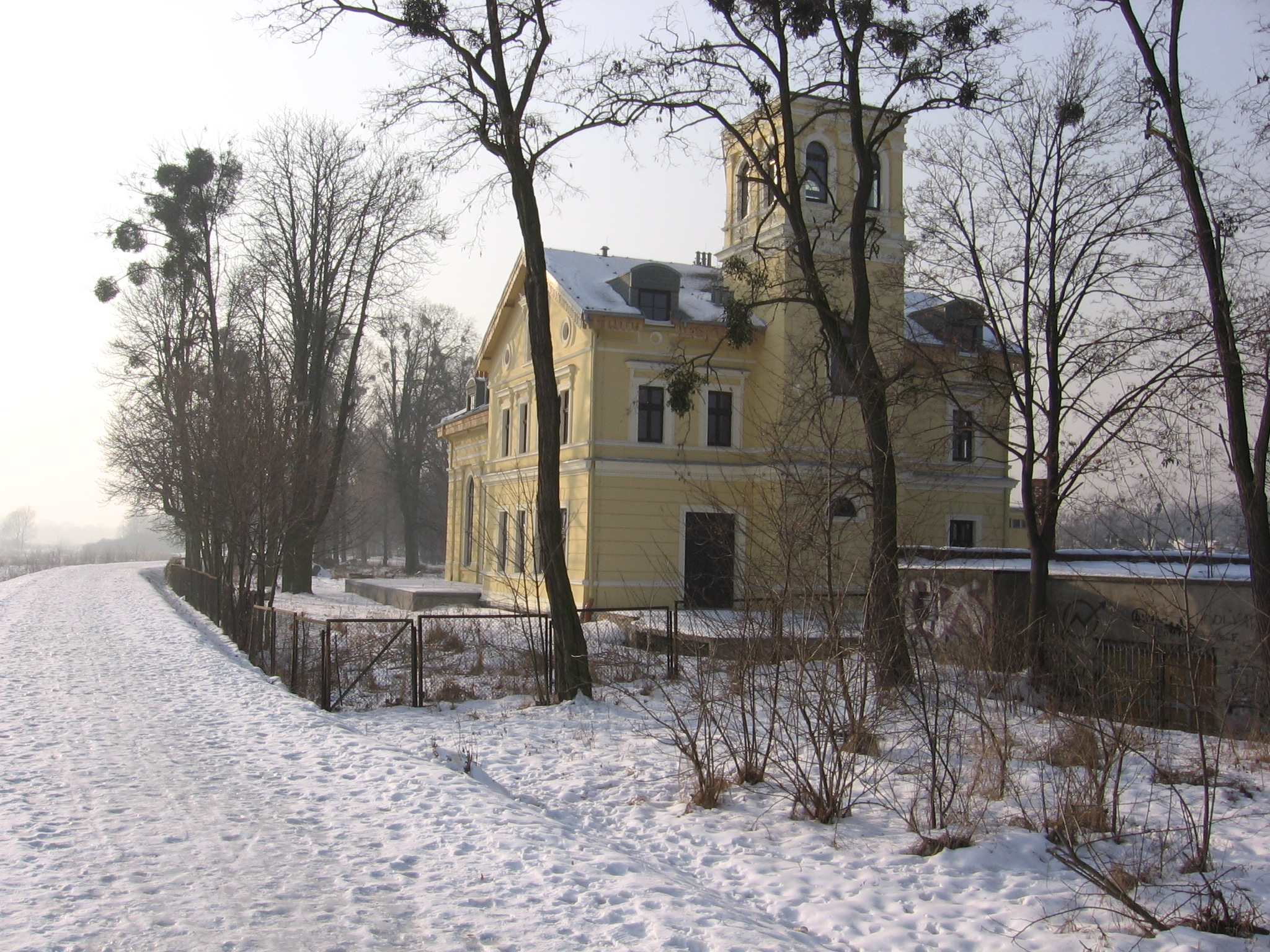
Dawne Établissement Wilhelmshafen we wrocławskich Bartoszowicach, widok z wału przeciwpowodziowego – Grobli Szczytnicko-Bartoszowickiej

Établissement (w języku francuskim dosłownie „przedsiębiorstwo”), pol. karczma (w nowym, XIX-wiecznym znaczeniu) – prywatne przedsiębiorstwo rozrywkowo-rekreacyjne, poprzednik letnisk. W Niemczech przed utrwaleniem się tej zapożyczonej z francuskiego nazwy używano niemieckich określeń takich jak Lustgärten, öffentliche Gärten, Volksbelustigungstgärten.
Moda na budowę tego typu przedsięwzięć panowała w Europie od końca XVIII do początków XX wieku.
Lokalizowano je zazwyczaj na przedmieściach i terenach podmiejskich, zarówno wielkich miast (np. Wrocław, Poznań, Warszawa, Kraków), jak i miast powiatowych, chętnie w pobliżu rzek, strumieni i jezior. Często otaczał je niewielki park lub większy ogród, lokalizowano przy nich – w miarę możliwości – przystanie, do których przybijały małe statki rzeczne, a także w których można było wypożyczyć sprzęt turystyczny, np. małe łodzie wiosłowe, w pobliżu urządzano trasy spacerowe do podmiejskich wsi i lasów. Najbardziej rozpowszechnił się francuski, bardziej kameralny typ „ogródka”, nazwany właśnie Établissement.
Według definicji Établissement to przedsiębiorstwo rozrywkowo-rekreacyjne o charakterze dochodowym, którego dwoma niezbędnymi elementami były: część gastronomiczna i ogród, Na Établissement składały się:
- budynki widowiskowe, jak: sale koncertowe, teatralne, taneczne, pomieszczenia wielofunkcyjne łączące funkcje widowiskowe z konsumpcją, letnie sceny muzyczne i teatralne oraz kawiarnie, piwiarnie, restauracje;
- ogrody, zarówno krajobrazowe, jak i ogródki aranżowane na tylnych częściach działek, w zwartej zabudowie, mieszczące pergole, kolumnady, altany, hale spacerowe, cieplarnie, fontanny, akwaria;
- obiekty i elementy rozrywkowo-rekreacyjne, jak: kręgielnie, hipodromy, strzelnice, sale bilardowe, sale do gry w karty, karuzele, huśtawki, zjeżdżalnie itp.

Całość uzupełniały pomieszczenia administracyjne i techniczne, mieszkania, pokoje gościnne i hotelowe. Architektura Établissement nawiązywała do klasycystycznych pawilonów parkowych, używano też elementów powszechnych w XIX-wiecznym budownictwie zdrojowym, a od lat 60. XIX w. form neorenesansu włoskiego i neogotyckich. Często też tego typu założenia służyły za siedziby różnych stowarzyszeń. Urządzano tam także wystawy i festyny, nierzadko uświetniane fajerwerkami.
W budowę Établissements inwestowali zazwyczaj restauratorzy, właściciele winiarni i browarów. Na powodzenie przybytków tego rodzaju w XVIII- i XIX-wiecznych metropoliach największy wpływ miał katastrofalny stan higieny ówczesnych miast: przeludnienie śródmieść (często zamkniętych w ograniczających ich rozbudowę murach miejskich), brak (lub niedostateczny stan) kanalizacji, brak zieleni w centrach miast itp.
Obiekty typu Établissements występowały powszechnie, np. we Wrocławiu i okolicach w szczytowym okresie powodzenia takich przedsiębiorstw istniało ich około 80. Ten rodzaj założeń był również często budowany dla grup środowiskowych, tj. dla członków stowarzyszeń, czy gildii. Przykładami środowiskowych Établissement są: Strzelnica i Resursa Kupiecka w Bydgoszczy, czy Loża Masońska „Srebrna Skała” i Bractwo Strzeleckie w Bytomiu.

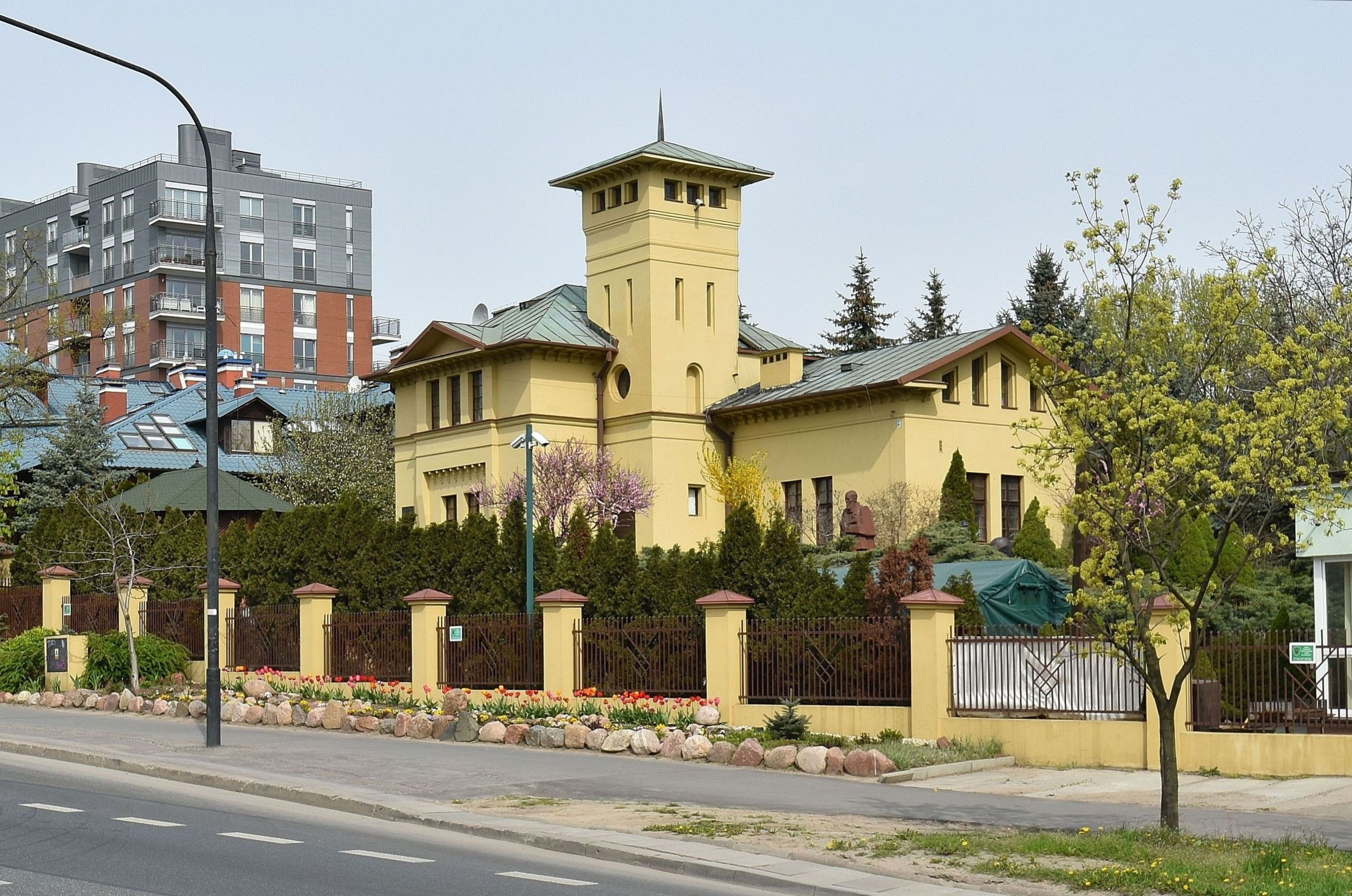
Żółta Karczma na Służewie (Warszawa), obecnie siedziba Muzeum Historii Polskiego Ruchu Ludowego

Założenia Établissement, nazywane po polsku tradycyjnie karczmami, pojawiły się również w Królestwie Polskim w I połowie XIX w., wzorowane na realizacjach francuskich i niemieckich. Typową karczmą nowego typu, a zarazem jedną z najbardziej znanych, jest Żółta Karczma na Służewie (Warszawa), o formie italianizującej, zbudowana w 1846 r. wg projektu Franciszka Marii Lanciego.
We współczesnym języku niemieckim wyraz Etablissement zmienił swoje znaczenie i oznacza raczej dom publiczny.